# Charline Von Heyl
Charline Von Heyl est une peintre allemande née à Mayence en 1960. Elle vit à New York. Elle est l'épouse de Christopher Wool.
Son art, abstrait, n'est pas simple à cerner. On y trouve[style à revoir] des traces de cubisme synthétique, comme d'expressionnisme abstrait, tout en juxtaposition.

## Expositions
(Liste non exhaustive).
- Künstlerhaus Bethanien, Berlin, 1997
- Goethe-Institut International, Madrid, Musterkarte, Modelos de Pintura en Alemania, 2001
- Friedrich Petzel Gal., New York, Charline von Heyl, 2001[1]
- Secession Vienne, Charline von Heyl, Juil. Sep. 2004
- Dallas Museum of Art, 2005[2]
- Friedrich Petzel Gal., New York, Charline von Heyl, Mars 2006[3]
- Le Consortium, Dijon, mars-mai 2009
- Worcester Art Museum, Wall at WAM. Mural by Charline von Heyl, 2010-2011[4]

## Muséographie
- MoMA[5]
- Musée d'art contemporain de Los Angeles[6]
- San Francisco Museum of Modern Art[7]